# 金陵之声广播电台
金陵之声广播电台是江苏省广播电视总台的下属频率，是江苏唯一对台对外广播频率，1986年11月12日开播，前身为华东人民广播电台对台广播科、江苏人民广播电台对台广播部。节目以综合资讯为主，全天播出17小时。

## 历史
1949年6月，华东人民广播电台对台广播科成立，设置对台广播节目，开始对台湾广播。1950年12月，因南京人民广播电台发射功率较大，华东台对台广播迁到南京台播出，呼号和隶属仍为华东人民广播电台。1952年9月，华东台对台广播科迁回上海，南京台中止对台广播节目。当时华东台的对台广播有《新闻》、《伟大的祖国》、《对国民党军政人员广播》等节目，以普通话、闽南话、客家话三种语言播出，全天播音2小时。
1978年中共十一届三中全会并提出“和平统一祖国”的方针后，1981年，中共中央指出，东南沿海地区广播电台应开办对台湾广播节目。同年8月，中共江苏省委在《关于加强对台工作，力促台湾早日回归祖国的决定》中，要求省内主要媒体加强台湾问题的宣传，江苏省广播事业局（现江苏省广播电影电视局）要制定计划，开办对台广播节目。1982年1月，中共江苏省编制委员会批复同意江苏人民广播电台增设对台广播部；同年7月1日23时，江苏人民广播电台开始播出对台广播节目，使用江苏人民广播电台第一套节目（现江苏新闻综合广播，播出频率为调幅702千赫，发射功率150千瓦）节目时段播出，当时的呼号为“江苏人民广播电台，现在对台湾同胞广播”。起初对台广播每天播音两次，第一次为16:15～16:40（星期二、四除外），第二次为23:00～23:40，主要节目有《江苏新闻》、《故乡与亲人》、《文艺》等，其中《故乡与亲人》报道江苏各地去台人员家属、亲友和在江苏的台湾同胞的生活情况，每周还设一档家信和寻找亲人启事。
由于对台广播节目需要增加时间和数量，原来的对台广播节目已不能适应当时形势发展的需要。因此，在1985年初，江苏省广播电视厅和江苏人民广播电台向中共中央宣传部和中华人民共和国广播电视部（现广电总局）提出设立金陵之声广播电台的申请。同年12月，中宣部和广播电视部批准江苏人民广播电台对台湾广播节目改用“金陵之声广播电台”的呼号，并使用短波频率播出。该台总部也迁址延龄巷80号招待所。1986年11月12日，金陵之声广播电台正式开播，每天播音时间提前至19:55，收播时间为24:00。1987年11月12日，金陵之声广播电台增加每天上午8:55～11:00播音。该台除文艺节目由江苏电台文艺部承担外，其余节目均为自行制作。

## 节目
- 音乐中国风
- 金陵书场
- 音乐最流行
- 海上生明月
- 华人时尚拼图
- 万家灯火
- 历史的天空
- 怀旧故事
- 梨园光影
- 情感故事
- 拍案惊奇
- 欧美经典音乐

## 主持人
- 小如
- 周小燕
- 陈静
- 汤琤

## 频率
短波：6200kHz（北京时间20:30-23:00，最初使用4875kHz和7215kHz）

### 对外播出平台
金陵之声对外播出平台有：
- 中国中国国际广播电台“江苏新闻”、《江苏周刊》、《中国之窗》
- 中国北部湾之声（面向东盟广播）《中国江苏之声》
- 美国洛杉矶洛城电台《锦绣江苏》
- 新加坡FM95.8城市频道《江苏新加坡连线》